# Ściborze
Ściborze – wieś w Polsce położona w województwie kujawsko-pomorskim, w powiecie inowrocławskim, w gminie Rojewo.

## Przynależność administracyjna
W latach 1975–1998 miejscowość administracyjnie należała do województwa bydgoskiego.

## Demografia
Według Narodowego Spisu Powszechnego (III 2011 r.) wieś liczyła 522 mieszkańców. Jest trzecią co do wielkości miejscowością gminy Rojewo.

## Nazwa
Nazwa miejscowości pochodzi od staropolskiego imienia męskiego Ścibor. Z tej miejscowości pochodzi jedna z najbardziej znanych linii rycerskiego rodu Ostoja, m.in. Ścibor ze Ściborzyc, Mikołaj Szarlejski, Mikołaj Bydgoski i Andrzej Podczaszy.